# مهمانی کریسمس اداره
مهمانی کریسمس اداره (انگلیسی: Office Christmas Party) فیلمی در ژانر کمدی به کارگردانی جاش گوردون است که در سال ۲۰۱۶ منتشر شد.

## خلاصه داستان
در آخرین روزهای سال ۲۰۱۶ هنگامی که کارمندان شعبه شیکاگو شرکت بزرگ «زنوتک» طبق رسم هر سال در حال آماده‌سازی مقدمات مهمانی کریسمس دفتر هستند. با سررسیدن کارول وانستون مدیرعامل «زنوتک» اوضاع پیچیده می‌شود. کارول که خواهر کلی (مدیر شعبه شیکاگو) است با اعلام نارضایتی از عملکرد شعبه شیکاگو به کلی می‌گوید که باید ۴۰ درصد کارکنان خود را اخراج کرده و مهمانی کریسمس دفتر را نیز لغو کند. پس از اعتراض کلی، کارول می‌گوید در صورتی که شعبه موفق به جلب همکاری والتر دیویس (سرمایه‌گذار بزرگ) شود از تعدیل نیرو صرف نظر خواهد کرد. کلی به همراه جاش پارکر و تریسی هیوس (دو تن از مدیران فنی شرکت) با والتر دیویس ملاقات می‌کنند و متوجه می‌شوند که والتر دیویس به علت تعطیلی یکی دیگر از شعبه‌های زنوتک نسبت به همکاری با زنوتک نگران است. کلی والتر را به مهمانی کریسمس دفتر دعوت می‌کند تا به او نشان بدهد که شرکت در وضعیت خوبی است…

## بازیگران
| بازیگر         | نقش           |
| -------------- | ------------- |
| جنیفر آنیستون  | کارول وانستون |
| تی جی میلر     | کلی وانستون   |
| جیسون بیتمن    | جاش پارکر     |
| الیویا مان     | تریسی هیوس    |
| کورتنی بی. ونس | والتر دیویس   |